# 数字姓
数字姓是以数字或序数为姓，其例如下。

## 小寫數字
- 一姓：2018年時臺灣有17人。[1][2]在日本約370人。
- 二姓：在日本約10人。
- 三姓：元代有人叫三旦八，有人叫三成志。[來源請求]臺灣新竹縣則曾有平埔族道卡斯族族人因協助清軍征戰，而受乾隆帝賜姓三姓[3]，2018年時全臺共有103人。[2]在日本約80人。
- 四姓：春秋時越國人四水、宋代人四象，曾任汀州知府。 《說苑·權謀》 ... 四水進諫曰：「夫飢，越之福也，而吳之禍也[4]
- 五姓：2018年時臺灣有8人。[2]
- 六姓
- 七姓：2018年時臺灣有1人。[2]
- 八姓：2018年時臺灣有2人。[2]
- 九姓
- 百姓
- 千姓：同時為漢族姓氏與朝鮮族姓氏。[5]

## 大寫數字
- 壹姓：2018年時臺灣有2人。[2]
- 參姓
- 伍姓
- 陆姓
- 柒姓
- 捌姓
- 玖姓：2018年時臺灣有1人。[2]

## 大小寫共通
- 零姓：臺灣新竹縣曾有位來自廣西的榮民零濟周，過世後其養子零建華成為2013年臺灣唯一一位零姓人士。[3]
- 萬姓

## 序數
- 第二姓
- 第五姓：2018年時臺灣有7人。[2]
- 第八姓

## 其他
- 乙姓：2018年時臺灣有24人。[2]